# Dónay János
Dónay János (Buda, 1807. május 24. – Nagyszombat, 1880. július 26.) esztergom-egyházmegyei katolikus pap.

## Élete
Polgári családból származott; 1824-ben teológus volt Nagyszombatban; 1830. szeptember 30. misés pappá szentelték föl; káplán volt Alsókorompán, Esztergomban és Budapesten; 1834-ben szkicói adminisztrátor. 1840-ben nagyszelezsényi, később köpösdi plébános, 1852-ben Nagyszombatban magyar hitszónok; az 1860-as évek elején lamacsi s 1866-ban hradeki plébános lett; több évig nyugalomban élt Pozsonyban; végre a Paulinum administratora volt Nagyszombatban. A Szent Adalbert-nyugdíjintézet tagjaként halt meg.

## Munkái
Schuster kis és nagy katekizmusát lefordította magyar nyelvre (Nagyszombatban az 50-es években); írt német nyelven egy liturgikus munkát, melyet a bécsi mechitaristák adtak ki (honoráriuma 15 arany volt).
Kéziratban maradt Radlinszkynál pomologicus munkája, melyet Urbanek pozsonyi kanonok és híres pomologus bírált meg.